# العنف المنزلي في روسيا
يعد العنف المنزلي مشكلة في روسيا. وفقًا لمنظمة هيومن رايتس ووتش فإن نحو 36 ألف امرأة و26 ألف طفل واجهوا العنف المنزلي يوميًا في عام 2013. وفقًا لبيانات وزارة الشؤون الداخلية الروسية، توفي نحو 1060 شخص في عام 2015 بسبب العنف المنزلي في روسيا. كان من بينهم 756 رجل و304 امرأة. وفقًا لدراسة مستقلة أجريت على 2200 امرأة في خمسين مدينة وبلدة في روسيا، فإن 70% منهن اختبرن على الأقل شكلًا واحدًا من أشكال العنف القائم على الجنس في المنازل- الجسدي والنفسي والاقتصادي والجنسي.
كثيرًا ما تشكل الكحولية أحد العوامل المؤثرة لأن روسيا واحدة من أكثر الدول المستهلكة للمشروب في العالم، وقد احتلت المركز 26 في استهلاك الفرد من الكحول في عام 2018.
في يناير من عام 2017، صوت المشرعون الروس بأغلبية 380 صوتًا مقابل ثلاثة أصوات لإلغاء تجريم بعض أشكال العنف المنزلي. وفقًا للقانون الجديد فإن الجرائم المرتكبة للمرة الأولى والتي لا تؤدي إلى «ضرر جسدي خطير» تفرض غرامة 30 ألف روبل، أو ما يصل إلى «15 يوم» من الاعتقال الإداري، أو ما يصل إلى 120 ساعة من الخدمة الاجتماعية.
وفقًا لبحث أجراه مؤخرًا مجلس الدوما الروسي، فإن العنف المنزلي موجود في واحدة من كل عشرة عائلات روسية. يذكر أن سبعين بالمئة من الذين شملهم الاستطلاع عانوا أو مازالوا يعانون من العنف المنزلي: 80% منهم من النساء، ويأتي الأطفال وكبار السن بعدهم. وعلاوة على ذلك، في نسبة 77% من الحالات، يترافق العنف الجسدي والنفسي والاقتصادي معًا. أكثر من 35% من الضحايا لم يلجؤوا إلى الشرطة للمساعدة بسبب العار والخوف وانعدام الثقة.

## إحصائيات الوفيات
يوجد في وسائل الإعلام الروسية وغيرها من المصادر الأخرى تقديرات مختلفة بشكل أساسي لعدد النساء اللواتي قتلن في النزاعات المنزلية: يتراوح عددهن من 300 (خلال العشرة سنوات الأخيرة) إلى 14 ألف.

### بيانات وزارة الشؤون الداخلية الروسية بين عامي 2015-2019
| العام | عدد الوفيات |
| ----- | ----------- |
| 2015  | 304         |
| 2016  | 352         |
| 2017  | 288         |
| 2018  | 253         |

بتاريخ 30 أكتوبر عام 2019، نُشرت خلال جلسات الاستماع للمجلس المدني للاتحاد الروسي، وفقًا لوزارة الشؤون الداخلية، الأرقام التالية: في عام 2018 قُتلت 253 امرأة في نزاعات عائلية، وبشكل عام كان هذا العدد يبلغ نحو 300 امرأة سنويًا خلال العقد الماضي.
أظهرت منشورات موسكوفسكي كوسموسوليتس في ديسمبر من عام 2019 الصورة بشكل كامل مع بيانات وزارة الشؤون الداخلية لعامي 2016 و2017. تقدم هذه المنشورات أيضًا أرقامًا للنصف الأول من عام 2019: 233 رجل و115 امرأة.

### بيانات الوفيات السنوية لـ14 ألف امرأة
يقال ويكتب على نطاق واسع في الوقت نفسه أن 14 ألف امرأة تتوفى سنويًا بسبب العنف المنزلي مع اختلاف طفيف في الصياغة: بحسب رواياتهم المختلفة تتوفى النساء على أيدي أزواجهن، وأحبائهن وشركائهن في السكن.. إلخ.
على سبيل المثال، يستشهد تقرير لمنظمة هيومن رايتس ووتش منذ عام 1997 بإيكاتيرينا لاخوفا ويذكر مقتل 14 ألف امرأة. يذكر الفريق ميخائيل أراموشكين في عام 2008 في مقابلة له مجددًا الأرقام نفسها، وتذكرها أيضًا الاتفاقية الأوروبية لحقوق الإنسان والتي تستشهد بمنظمة آنا الروسية غير الحكومية مثلما تفعل مصادر أخرى.

#### مصدر الرقم
شرحت مارينا بيسكلاكوفا باركر، مديرة مركز آنا، أن الرقم 14 ألف لعدد الضحايا السنوي («الإحصائيات التي يشير إليها الكثيرون») هو رقم نُشر في عام 1995 في تقرير صدر عن الاتحاد الروسي وعُرض أمام لجنة الأمم المتحدة لتنفيذ اتفاقية القضاء على جميع أشكال التمييز ضد النساء. تعتقد بيسكلاكوفا-باركر أن الرقم كان صحيحًا في عام 1993.

يتفق أليكسندر كوفالينين، أحد معارضي قانون العنف المنزلي، مع بيسكلاكوفا-باركر بأن رقم 14 ألف من عام 1993، لكنه يعتبره مبدئيًا غير صحيح قائلًا:
«هذا الرقم هو الرقم الخاص بعام 1993، وهو تقدير لعدد عمليات القتل المتعمد للنساء (ليس فقط في العائلة)، والذي أدخله شخص من وزارة العمل في تقرير روسي للجنة الأمم المتحدة المعني بالقضاء على التمييز ضد المرأة».
استخدم هذا المؤشر، وفقًا لكوفالينين، في عام 1999 في التقرير الخامس واستنسخ على مدى 20-25 عام بدون إعادة التحقق منه.